# Штетен (Швабија)
Штетен (њем. Stetten) општина је у њемачкој савезној држави Баварска. Једно је од 52 општинска средишта округа Унтералгој. Према процјени из 2010. у општини је живјело 1.353 становника. Посједује регионалну шифру (AGS) 9778199.

## Географски и демографски подаци
Штетен се налази у савезној држави Баварска у округу Унтералгој. Општина се налази на надморској висини од 612 метара. Површина општине износи 15,7 km². У самом мјесту је, према процјени из 2010. године, живјело 1.353 становника. Просјечна густина становништва износи 86 становника/km².

## Међународна сарадња
| Мјесто | Држава    | Врста сарадње | Од    |
| ------ | --------- | ------------- | ----- |
|        | Француска | партнерство   | 1993. |
| Извор  |           |               |       |